# Kostel svatého Stanislava (Mořina)
Kostel svatého Stanislava v Mořině je barokní kostel s gotickým jádrem situovaný v centru obce Mořina v okrese Beroun.

## Historie
Roku 1353 (1352, 1356) je kostel poprvé zmiňován, a to jako farní. V roce 1387 daroval král Václav IV. kostel karlštejnské kapitule. Kostel byl barokně přestavěn v 18. století a z této doby pochází i většina jeho vnitřního vybavení. Hlavní rokokový oltář je z roku 1749 (nese obraz svatého Stanislava a je signován Josefus Splíchal), varhany varhanáře Antona Reisse přibližně z roku 1775, rokoková kazatelna je z 2. poloviny 18. století, dřevěné barokní sochy svatého Jana a svatého Pavla pocházejí rovněž z poloviny 18. století, i křtitelnice s pozdně barokním víkem je z 2. poloviny 18. století, boční oltáře Panny Marie a svaté Anny pak z 19. století.
V 50. letech 20. století byla vyměněna střecha a kupole kostela, v 90. letech 20. století pak proběhla rekonstrukce, při které byla mimo jiné odhalena dvě (tři) gotická okénka v presbytáři a zděný gotický portál na jižní straně stavby.
Od roku 1958 je celý areál kostela chráněn jako kulturní památka.

## Architektura
Areál, který je pod památkovou ochranou, zahrnuje kromě samotného kostela také hřbitov a ohradní zeď s barokní branou.
Kostel je jednolodní stavba na obdélníkovém půdorysu, s trojbokým presbytářem a navazující obdélníkovou (čtvercovou) sakristií. Na západní straně je umístěna hranolová věž. Loď je završena plochou klenbou s lunetami, presbytář je zaklenut plackou s konchou a sakristie rovněž plackou.
Pilířová brána má nástavec s oválným otvorem s klenákem a je zdobena volutami. Před ní jsou vysazeny dvě památné lípy.